# Österreichische Handballmeisterschaft 2008/09
Die 48. Saison der Österreichischen Handballmeisterschaft begann im August 2008 und endete im Mai 2009. Der amtierende Meister der Saison 2007/08 A1 Bregenz, konnte seinen Titel verteidigen. Den Abstieg aus der HLA musste der UHC Gänserndorf hinnehmen.

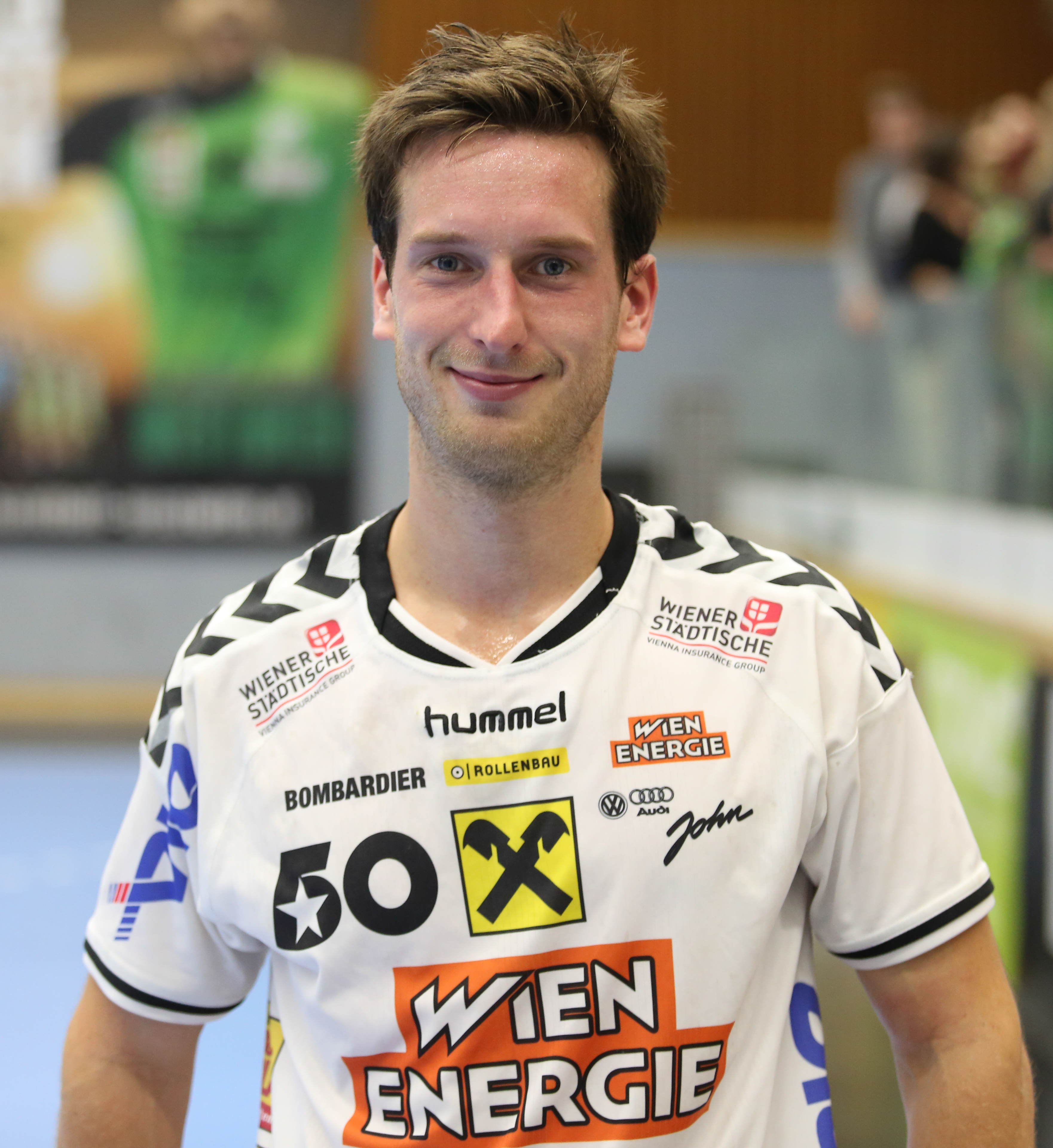
Richard Wöss Torschützenkönig des Grunddurchgangs 2008/09

## Handball Liga Austria
In der höchsten Spielklasse, der HLA, sind zehn Teams vertreten.
Die Meisterschaft wurde in mehrere Phasen gegliedert. In der Hauptrunde spielten alle Teams eine einfache Hin- und Rückrunde gegen jeden Gegner. Danach wurde die Liga in zwei Gruppen geteilt.
Die ersten sechs Teams spielten in der weiteren Hin- und Rückrunde um den Einzug ins HLA-Halbfinale, während die letzten vier Teams gegen die besten vier Mannschaften der zweithöchsten Spielklasse um den Klassenerhalt kämpfen mussten.

### Grunddurchgang HLA
|     | Verein                | R  | S  | U | N  | Tore    | Diff. | Punkte |
| --- | --------------------- | -- | -- | - | -- | ------- | ----- | ------ |
| 1.  | A1 Bregenz (M)        | 18 | 16 | 0 | 2  | 633:517 | +116  | 32:4   |
| 2.  | Alpla HC Hard         | 18 | 13 | 1 | 4  | 588:524 | +64   | 27:9   |
| 3.  | Aon Fivers Margareten | 18 | 12 | 0 | 6  | 609:556 | +53   | 24:12  |
| 4.  | HIT medalp Tirol      | 18 | 12 | 0 | 6  | 562:520 | +42   | 24:12  |
| 5.  | UHK Krems             | 18 | 11 | 1 | 6  | 583:520 | +63   | 23:13  |
| 6.  | ULZ Schwaz            | 18 | 10 | 0 | 8  | 530:522 | +8    | 20:16  |
| 7.  | UHC Tulln             | 18 | 6  | 0 | 12 | 473:546 | −73   | 12:24  |
| 8.  | HC Linz AG            | 18 | 5  | 1 | 12 | 531:533 | −2    | 11:25  |
| 9.  | Union Leoben          | 18 | 2  | 1 | 15 | 491:612 | −121  | 5:31   |
| 10. | UHC Gänserndorf       | 18 | 1  | 0 | 17 | 458:608 | −150  | 2:34   |

| Legende | Legende                    |
| ------- | -------------------------- |
|         | Meister-Playoff            |
|         | Abstiegs-Playoff           |
| (M)     | Meister der letzten Saison |

### Torschützenliste Grunddurchgang
| Platzierung | Spieler             | Verein                         | Spielklasse | Tore | 7-Meter | Feldtore |
| ----------- | ------------------- | ------------------------------ | ----------- | ---- | ------- | -------- |
| 1           | Richard Wöss        | HIT medalp Tirol               | HLA         | 148  | 35      | 113      |
| 2           | Jozef Bicanik       | UHC Tulln                      | HLA         | 117  | 31      | 86       |
| 3           | Mindaugas Andriuska | ULZ Schwaz                     | HLA         | 113  | 1       | 112      |
| 4           | Lucas Mayer         | Bregenz Handball               | HLA         | 106  | 0       | 106      |
| 5           | Markus Kolar        | Handballclub Fivers Margareten | HLA         | 105  | 18      | 87       |
| 6           | Duško Grbić         | UHC Gänserndorf                | HLA         | 104  | 23      | 81       |
| 7           | Milos Pesic         | HIT medalp Tirol               | HLA         | 101  | 0       | 101      |
| 8           | Manuel Gierlinger   | ULZ Schwaz                     | HLA         | 100  | 30      | 70       |
| 8           | Michael Knauth      | Alpla HC Hard                  | HLA         | 100  | 25      | 75       |
| 10          | Gernot Watzl        | HC Linz AG                     | HLA         | 98   | 3       | 95       |

### Meister-Playoff
|    | Verein                | R  | S | U | N | Tore    | Diff. | Punkte |
| -- | --------------------- | -- | - | - | - | ------- | ----- | ------ |
| 1. | A1 Bregenz (M)        | 10 | 9 | 1 | 0 | 329:276 | +53   | 24:1   |
| 2. | Alpla HC Hard         | 10 | 5 | 2 | 3 | 314:290 | +24   | 16:8   |
| 3. | HIT medalp Tirol      | 10 | 5 | 0 | 5 | 288:274 | +15   | 12:10  |
| 4. | Aon Fivers Margareten | 10 | 4 | 1 | 5 | 290:306 | −16   | 12:11  |
| 5. | UHK Krems             | 10 | 3 | 1 | 6 | 307:314 | −7    | 8:13   |
| 6. | ULZ Schwaz            | 10 | 1 | 1 | 8 | 267:335 | −68   | 3:17   |

### HLA-Halbfinale
| Verein                | Tore  | Verein                |  |
| --------------------- | ----- | --------------------- |  |
| Aon Fivers Margareten | 19:27 | A1 Bregenz            |  |
| HIT medalp Tirol      | 33:36 | Alpla HC Hard         |  |
| A1 Bregenz            | 25:29 | Aon Fivers Margareten |  |
| Alpla HC Hard         | 37:29 | HIT medalp Tirol      |  |

### HLA-Finale (Best of three)
| Verein        | Tore  | Verein        |  |
| ------------- | ----- | ------------- |  |
| A1 Bregenz    | 39:38 | Alpla HC Hard |  |
| Alpla HC Hard | 29:30 | A1 Bregenz    |  |

### HLA-Endstand
| Legende | Legende                         |
| ------- | ------------------------------- |
|         | EHF Champions League            |
|         | EHF-CUP                         |
|         | EHF Europapokal der Pokalsieger |
|         | EHF Challenge Cup               |
| (M)     | Meister der letzten Saison      |

### Abstiegs-Playoff
|    | Verein                 | R  | S  | U | N  | Tore    | Diff. | Punkte |
| -- | ---------------------- | -- | -- | - | -- | ------- | ----- | ------ |
| 1. | HC Linz AG             | 14 | 12 | 0 | 2  | 452:361 | +91   | 24:4   |
| 2. | SG Handball West Wien  | 14 | 9  | 0 | 5  | 401:372 | +29   | 18:10  |
| 3. | UHC Tulln              | 14 | 9  | 0 | 5  | 408:392 | +16   | 18:10  |
| 4. | Union Leoben           | 14 | 8  | 1 | 5  | 456:410 | +46   | 17:11  |
| 5. | UHC Gänserndorf        | 14 | 7  | 1 | 6  | 400:393 | +7    | 15:13  |
| 6. | HSG Bärnbach/Köflach   | 14 | 7  | 0 | 7  | 413:414 | −1    | 14:14  |
| 7. | Seiersberg Grazhoppers | 14 | 3  | 0 | 11 | 364:442 | −78   | 6:22   |
| 8. | Union St. Pölten       | 14 | 0  | 0 | 14 | 358:468 | −110  | 0:28   |

| Legende | Legende             |
| ------- | ------------------- |
|         | Handball-Bundesliga |